# Gente di mare
Gente di mare – utwór włoskiego duetu Umberto Tozziego i Rafa, napisany przez nich samych przy współpracy z Giancarlo Bigazzim (producentem singla), nagrany i wydany w 1987 roku.
W 1987 roku utwór reprezentował Włochy podczas finału 32. Konkursu Piosenki Eurowizji. Podczas koncertu finałowego, który odbył się 9 maja w Heysel Exhibition Park w Brukseli, utwór został zaprezentowany jako siódmy w kolejności i ostatecznie zdobył 103 punkty, plasując się na trzecim miejscu finałowej klasyfikacji. Dyrygentem orkiestry podczas występu duetu był Gianfranco Lombardi.
Na stronie B winylowego wydania singla znalazła się piosenka „Lascia che sia il tuo cuore”.

## Notowania na listach przebojów
| Kraj              | Lista (1987)   | Pozycja |
| ----------------- | -------------- | ------- |
| Belgia (Flandria) | Top 50 Singles | 5       |
| Szwecja           | Singles Top 60 | 6       |
| Szwajcaria        | Singles Top 75 | 6       |
| Austria           | Singles Top 75 | 6       |
| Holandia          | Single Top 100 | 21      |
| Niemcy            | Top Singles    | 21      |